# Jeangu Macrooy
Jeangu Macrooy (ur. 6 listopada 1993 w Paramaribo) – surinamski piosenkarz, kompozytor i autor tekstów mieszkający w Holandii.

## Życiorys
W 2011 utworzył zespół Between Towers, w którym występował wraz ze swoim bratem-bliźniakiem, Xillianem. W 2013 wydali album studyjny pt. Stars on My Radio. Przez dwa lata studiował w Konserwatorium Surinamskim. W 2014 przeprowadził się do Holandii, gdzie podjął studia na Konserwatorium ArtEZ w Enschede. Po przeprowadzce poznał producenta muzycznego Perquisite’a, z którym podpisał kontrakt, rozpoczynając występy pod szyldem jego wytwórni muzycznej Unexpected Records. W kwietniu 2016 wydał debiutancką epkę pt. Brave Enough, którą promował singlem „Gold”, wykorzystanym w ścieżce dźwiękowej do serialu HBO Gra o tron. W kwietniu 2017 wydał debiutancki album studyjny pt. High on You, z którym dotarł do 69. miejsca listy najchętniej kupowanych płyt w Holandii. W grudniu zagrał pierwszy koncert w rodzinnym Paramaribo.
W 2018 wcielił się w postać Judasza w ekranizacji musicalu Pasja. W lutym 2019 wydał drugi album studyjny pt. Horizon. Latem odbył minitrasę koncertową po Niemczech, obejmującą występy w Kolonii, Hamburgu i Berlinie. W styczniu 2020 został ogłoszony reprezentantem Niderlandów, gospodarza 65. Konkursu Piosenki Eurowizji odbywającego się w Rotterdamie. 18 marca poinformowano o odwołaniu konkursu z powodu pandemii COVID-19. W kwietniu tego samego roku wystąpił w projekcie Eurovision Home Concerts, następnie potwierdzono, że będzie reprezentował Holandię w Konkursie Piosenki Eurowizji w 2021, a jako reprezentant gospodarzy miał zapewnione miejsce w finale widowiska, rozgrywanym 22 maja; zajął w nim 23. miejsce po zdobyciu 11 punktów; jako jeden z czterech finalistów nie zdobył ani jednego punktu w głosowaniu telewidzów.

## Dyskografia
Albumy studyjne
- High on You (2017)
- Horizon (2019)

Minialbumy (EP)
- Brave Enough (2016)

Albumy koncertowe
- Live! (2019)